# Brisighella

Brisighella [brizi'gεlla] (Brisighèla en romagnol) est une commune de la province de Ravenne dans la région Émilie-Romagne en Italie.

## Géographie

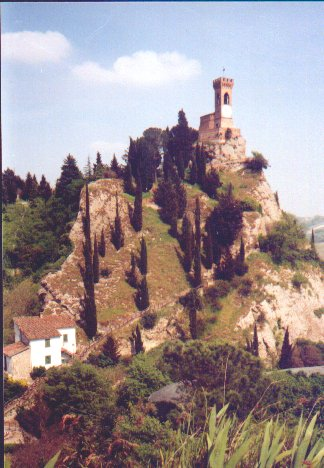
Tour de l’horloge

Brisighella surgit à 115 mètres d’altitude sur les pentes de l’Apennin tosco-romagnol et domine la vallée du Lamone, sur la route nationale SS302 qui, de Ravenne (44 km) passe par Faenza (13 km) et mène à Marradi (36 km) en Toscane.

Le bourg est aussi desservi  par la ligne de chemin de fer Faenza-Florence (ligne reliée à la Bologne-Ancône à Faenza)

Les communes voisines sont :
- Riolo Terme 13 km,
- Modigliana (FC) 12 km,
- Castel Bolognese 21 km
- Imola (BO) 26 km.

## Histoire
Les origines du bourg remontent aux environs de 1290, quand le condottiere Maghinardo Pagani de Susinana édifia, sur un des trois pitons de gypse, la forteresse la plus importante de la vallée du fleuve lamone, pour se prémunir des velléités de la famille Manfredi (seigneurs de Faenza).
En 1310, Francesco I Manfredi, seigneur de Faenza, occupa le territoire et érigea une autre rocca (forteresse) sur un autre piton rocheux, aux pieds duquel se développa le bourg.
En 1410, Brisighella compte plus de 200 habitants et devient chef-lieu du comté de la vallée du Lamone. En 1503, le pays est occupé par César Borgia et, après une brève occupation, tomba sous la domination de Venise en 1508 qui renforça le système de défense et érigea une imposante tour raccordée à la ceinture de murailles.
En 1509, les troupes papales saccagèrent le bourg et la forteresse ; le territoire restera sous l’État pontifical jusqu’en 1860, mis à part la brève parenthèse napoléonienne.
Pendant cette période de paix, Brisighella connut un fort progrès économique et social grâce à l’élevage de ver à soie, la culture de l’olivier et de la châtaigne, l’artisanat, la fabrication du charbon de bois et le tissage de la laine.
En 1860, à la défaite de l’Autriche, Brisighella passa au royaume d’Italie.
La période 1944-1945 est marquée par les dures batailles sur la ligne de front sur le fleuve Senio entre les partisans et les nazis, qui permirent aux forces alliées le passage vers la plaine du Pô.

## Monuments et lieux d’intérêt
- La Via del Borgo, avenue surélevée couverte d’arcades sur un flanc et de magasins sur l’autre flanc.
- L’église de l'Osservanza, édifiée en 1520, conserve une  Madonna con Bambino e Santi (1520) de Marco Palmezzano;
- L’église de  S.Giovanni in Ottavo (ou pieve del Thò), remontant au XIe siècle
- La Rocca, de 1228, avec ses tours cylindriques dont la plus haute est de 1503 [2].
- Sur le territoire de cette commune se trouvent quelques cavités souterraines naturelles remarquables creusées dans le gypse de la Vena de Gessa :
  - Tanaccia di Brisighella
  - Abisso L. Fantini

## Administration
| Période                                  | Période  | Identité         | Étiquette     | Qualité |
| ---------------------------------------- | -------- | ---------------- | ------------- | ------- |
| 08/06/2009                               | En cours | Davide Missiroli | Liste civique |         |
| Les données manquantes sont à compléter. |          |                  |               |         |

### Hameaux
Boesimo, Casale, Castellina, Croce Daniele, Fognano, Fornazzano, La strada, Marzeno, Monteromano, Pietramora, Purocielo, Rontana, San Cassiano, San Martino, Urbiano, Villa San Giorgio in Vezzano, Zattaglia

### Communes limitrophes
Casola Valsenio, Castrocaro Terme e Terra del Sole, Faenza, Forlì, Marradi, Modigliana, Palazzuolo sul Senio, Riolo Terme

## Démographie

### Ethnies et minorités étrangères
Selon les données de l’Institut national de statistique (ISTAT) au 1er janvier 2011 la population étrangère résidente était de 709 personnes.
Les nationalités majoritairement représentatives étaient :
| Pos. | Pays     | Population |
| ---- | -------- | ---------- |
| 1    | Albanie  | 211        |
| 2    | Maroc    | 180        |
| 3    | Roumanie | 85         |

## Personnalités liées à Brisighella
- Philibert Babou de La Bourdaisière (1513 - Rome, 1570), diplomate et cardinal français
- Agostino Galamini (1553 - 1639), maître de l’ordre des prédicateurs et cardinal
- Bernardino Spada (1594 – Rome, 1661), cardinal
- Giovanni Pianori (1827 - 1855), patriote et conspirateur qui attenta à la vie de Napoléon III
- Giacomo Cattani (1823 – 1887), cardinal
- Michele Lega (1860 – 1935), cardinal
- Gaetano Cicognani (1881 – Rome, 1962), cardinal
- Amleto Giovanni Cicognani (1883 – 1973), cardinal et secrétaire d’État
- Maria Pedrini (1910 - 1981), soprano
- Dino Monduzzi (1922 - 2006), cardinal
- Achille Silvestrini (1923 - 2019), cardinal
- Eugenio Melandri (1948), homme politique
- Gabriele Tredozi (1957), ingénieur

## Jumelage
- Couzeix (France)

## Galerie photos

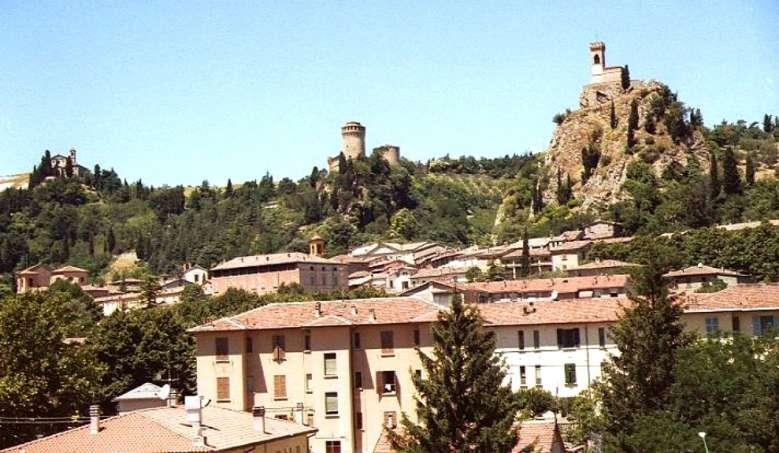
les trois cols de Brisighella
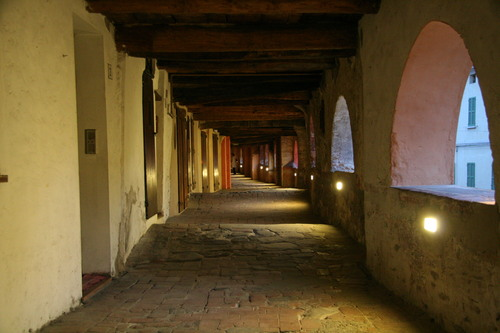
La via degli Asini
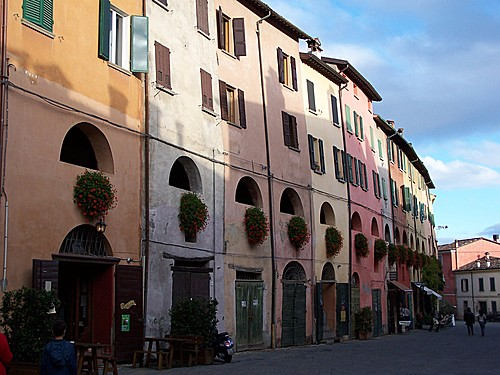
Extérieur de la via degli Asini